# Hogg 22
Hogg 22 è un piccolo ma brillante ammasso aperto situato nella costellazione dell'Altare.

## Osservazione

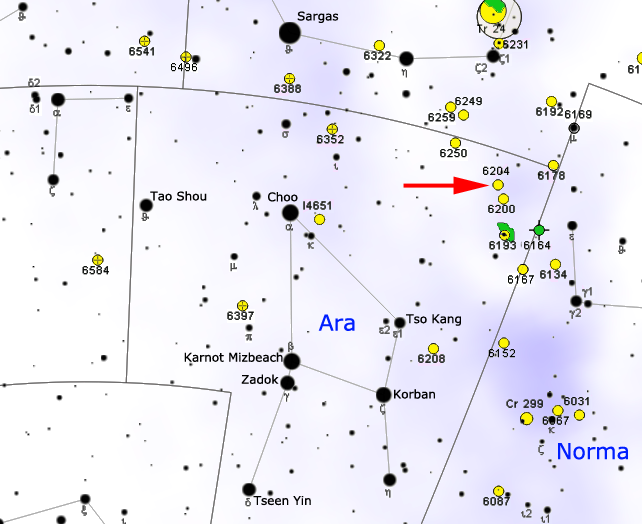
Mappa per individuare NGC 6204 e Hogg 22.

Si individua pochi primi a sudest dell'ammasso NGC 6204, situato a sua volta 2 gradi a NNE dell'ammasso NGC 6193, in una regione parzialmente oscurata da polveri interstellari; date le sue piccole dimensioni, con un binocolo è appena individuabile come una macchia allungata e ridotta, quasi come se fosse un'appendice di NGC 6204. La sua risoluzione è possibile con un telescopio da 120mm e buoni ingrandimenti, in cui appare come un piccolo gruppetto di stelle azzurrognole molto più simile a un asterismo che a un ammasso aperto vero e proprio.
A causa della sua declinazione fortemente meridionale, quest'ammasso può essere osservato soprattutto da osservatori situati nell'emisfero australe della Terra; la sua osservazione dall'emisfero nord è possibile solo in vicinanza delle latitudini subtropicali. Il periodo migliore per la sua osservazione nel cielo serale è quello compreso fra giugno e ottobre.

## Storia delle osservazioni
Quest'ammasso è stato riconosciuto come tale soltanto nel 1965, grazie agli studi dell'astronomo Arthur Robert Hogg; in precedenza infatti si riteneva plausibile che esso costituisse in realtà un sottogruppo un po' decentrato dell'ammasso NGC 6204. La differenza nelle componenti dei due ammassi è però ben evidente, essendo Hogg 22 costituito in prevalenza da stelle giovani azzurre.

## Caratteristiche
Hogg 22 è un piccolo gruppo di stelle piuttosto luminose costituenti un giovanissimo ammasso, come è testimoniato dal fatto che appare dominato da stelle di classe spettrale O; la sua età si aggira sui 5 milioni di anni, a differenza del ben più vecchio NGC 6204. La sua distanza è stimata sui 2800 parsec (9128 anni luce).